# Huaxia Audiovisual Global Media (Beijing) Co
Huaxia Audiovisual Global Media (Beijing), tên rút gọn Huaxia Audiovisual Global Media, Huaxia Audiovisual, là một tổ chức truyền thông ở Trung Quốc đại lục sản xuất và điều hành nội dung đa phương tiện. Được thành lập tại Bắc Kinh vào năm 2005, hoạt động kinh doanh chính là sản xuất phim điện ảnh và truyền hình .

## Công việc

### Phim điện ảnh
- 2013 Cung Hòa Trầm Hương
- 2013 Nhất dạ kinh hỉ

### Phim truyền hình
| Năm  | Tên                           | Diễn viên chính                                                | Ghi chú                    |
| 2003 | Anh hùng xạ điêu              | Lý Á Bằng, Châu Tấn                                            |                            |
| 2003 | Thiên long bát bộ             | Hồ Quân, Lâm Chí Dĩnh, Cao Hổ, Lưu Diệc Phi, Lưu Đào, Trần Hảo |                            |
| 2003 | Phần hồng nữ lang             | Lưu Nhược Anh, Trần Hảo, Trương Diên, Tiết Giai Ngưng          |                            |
| 2004 | Tình cờ                       | Vương Á Nam, Trương Phụng Thư, Giang Hoành Ân, Nhan Bính Yên   |                            |
| 2005 | Kinh hoa yên vân              | Phan Việt Minh, Hoàng Duy Đức, Khâu Kỳ Văn, Trần Bảo Quốc      |                            |
| 2005 | Kim Mậu Tường                 | Lý Tiểu Nhiễm, Huỳnh Thiếu Kỳ, Vu Vinh Quang, Cao Viễn         |                            |
| 2006 | Thần điêu hiệp nữ             | Huỳnh Hiểu Minh, Lưu Diệc Phi, Vương Lạc Dũng, Khổng Lâm       |                            |
| 2006 | Hồng phất nữ                  | Thư Kỳ, Hoắc Kiến Hoa, Trịnh Tắc Sĩ, Vu Vinh Quang             |                            |
| 2007 | Bích huyết kiếm               | Đậu Trí Khổng, Huỳnh Thánh Y, Tôn Phi Phi, Tiêu Thục Thận      |                            |
| 2007 | Khúc hát bi thương            | Huỳnh Lỗi, Giả Tịnh Văn, Thẩm Hiểu Hải, Phan Hồng, Tào Hi Văn  |                            |
| 2007 | Ngọc bích trong ánh bình minh | Hoắc Kiến Hoa, Tôn Lệ, Hồ Vũ Uy, Diêu Thái Dĩnh                |                            |
| 2008 | Lộc Đỉnh ký                   | Huỳnh Hiểu Minh, Chung Hán Lương, Ưng Thể Nhi                  |                            |
| 2008 | Đại Đường du hiệp truyện      | Hoàng Duy Đức, Thẩm Hiểu Hải, Hà Trác Ngôn, Lưu Thiêm Nguyệt   | Lộ Thần tham gia diễn xuất |
| 2008 | Màn đêm ở Cáp Nhĩ Tân         | Lục Nghị, Lý Tiểu Nhiễm, Châu Kiệt, Tùy Tuấn Ba                |                            |
| 2008 | Hoắc Nguyên Giáp              | Trịnh Y Kiện, Trần Tiểu Xuân, Châu Mục Nhân                    |                            |
| 2009 | Ỷ Thiên Đồ Long Ký            | Đặng Siêu, An Dĩ Hiên, Lưu Cạnh                                | Quay năm 2008              |
| 2009 | Bởi vì có em                  | Lâm Hiểu Phàm, Thạch Lương, Viên Phi                           |                            |
| 2009 | Bốn thế hệ                    | Huỳnh Lỗi, Tưởng Cần Cần, Trần Hạo, Vương Lan                  |                            |
| 2010 | 准妈妈四重奏                  | Đào Hồng, Tả Tiểu Thanh, Quả Tĩnh Lâm, Lữ Hành                 |                            |
| 2012 | Sơn hà luyến mỹ nhân vô lệ    | Viên San San, Lưu Khải Uy, Trương Mông                         |                            |
| 2013 | Puberty Hit Menopause 2       | Đỗ Thuần, Mã Y Lợi, Vương Dực Đan                              |                            |
| 2013 | Thượng Hải những ngày cũ      | Hồ Quân, Giang Nhất Yến, Vương Diễm                            |                            |
| 2013 | Tình yêu rắc rối              | Lâm Hựu Uy, Lữ Nhất, Viên Hoằng                                |                            |
| 2014 | Thần điêu hiệp lữ             | Trần Hiểu, Trần Nghiên Hy, Trịnh Quốc Lâm, Dương Minh Na       |                            |
| 2018 | Phượng Tù Hoàng               | Quan Hiểu Đồng, Tống Uy Long                                   |                            |
| 2019 | Phong thần                    | Vương Lệ Khôn, La Tấn, Đặng Luân, Trương Bác                   |                            |